# Huson (Montana)
Huson es un lugar designado por el censo ubicado en el condado de Missoula en el estado estadounidense de Montana. En el Censo de 2010 tenía una población de 210 habitantes y una densidad poblacional de 110,02 personas por km².

## Geografía
Huson se encuentra ubicado en las coordenadas 47°1′0″N 114°20′27″O / 47.01667, -114.34083. Según la Oficina del Censo de los Estados Unidos, Huson tiene una superficie total de 1.91 km², de la cual 1.91 km² corresponden a tierra firme y (0.14%) 0 km² es agua.

## Demografía
Según el censo de 2010, había 210 personas residiendo en Huson. La densidad de población era de 110,02 hab./km². De los 210 habitantes, Huson estaba compuesto por el 96.67% blancos, el 0% eran afroamericanos, el 1.43% eran amerindios, el 0% eran asiáticos, el 0% eran isleños del Pacífico, el 0.48% eran de otras razas y el 1.43% pertenecían a dos o más razas. Del total de la población el 2.86% eran hispanos o latinos de cualquier raza.